# Марк Валерий Максим Корвин (консул 312 пр.н.е.)
Вижте пояснителната страница за други личности с името Марк Валерий Максим Корвин.
Марк Валерий Максим Корвин (на латински: Marcus Valerius Maximus Corvinus) e политик на Римската република.
Произлиза от фамилията Валерии, клон Максим-Корвин. Той е син на Марк Валерий Корв (консул 348, 346, 343, 335, 300 и 299 пр.н.е. и диктатор 342 и 301 пр.н.е.).
През 312 пр.н.е. той е консул с Публий Деций Муз. През 307 пр.н.е. патрицият Марк Валерий Максим е цензор заедно с плебейския си колега Гай Юний Бубулк Брут. Строят пътища в околностите на Рим. През 289 пр.н.е. той е консул с Квинт Цедиций Ноктуа.